# Crataegus triflora
Crataegus triflora är en rosväxtart som beskrevs av Alvin Wentworth Chapman. Crataegus triflora ingår i Hagtornssläktet som ingår i familjen rosväxter. Inga underarter finns listade i Catalogue of Life.